# Gouvernement Phot Phahonyothin (5)
Siam
7e cabinet
(Phot Phahonyothin IV) 9e cabinet
(Plaek Phibunsongkhram I)
Le cinquième gouvernement Phot Phahonyothin (thaï : คณะรัฐมนตรีพจน์ พหลโยธิน 5, litt. Cabinet Phot Phahonyothin 5) est le huitième gouvernement du Siam, entre le 21 décembre 1937 et le 16 décembre 1938.
Il s'agit du dernier gouvernement dirigé par Phot Phahonyothin, Premier ministre depuis 1933.

## Historique du mandat

### Formation
Le précédent gouvernement, le quatrième de Phot Phahonyothin, prend fin le 10 décembre 1937, à la suite de l'élection législative du 7 novembre. 
Le 21 décembre, le Premier ministre sortant est de nouveau reconduit dans ses fonctions. Son nouveau gouvernement est nommé le même jour.
Le gouvernement fait une déclaration de sa politique à la Chambre des représentants le 23 décembre 1937, et reçoit la confiance de celle-ci.

### Fin
Le gouvernement prend fin le 11 septembre 1938 lorsque la dissolution de la deuxième législature de la Chambre des représentants est annoncée. La gestion des affaires courantes par le gouvernement s'effectue jusqu'au 16 septembre, date de la nomination d'un nouveau Premier ministre succédant à Phot Phahonyothin. Dans le même temps, de nouvelles élections législatives sont organisées le 12 novembre.
Le premier gouvernement Plaek Phibunsongkhram est nommé le 21 décembre.

## Composition initiale

### Premier ministre et ministres
| Fonction                          | Nom                   |
| --------------------------------- | --------------------- |
| Premier ministre                  | Phot Phahonyothin     |
| Ministre de la Défense            | Luang Phibunsongkhram |
| Ministre des Finances             | Serm Kritsanamara     |
| Ministre des Affaires étrangères  | Pridi Banomyong       |
| Ministre de l'Agriculture         | Sala Emasiri          |
| Ministre de l'Intérieur           | Thawan Thareesawat    |
| Ministre de la Justice            | Chit na Songkhla      |
| Ministre des Affaires économiques | Pao Pianlert          |
| Ministre sans portefeuille        | Khuang Aphaiwong      |
| Ministre sans portefeuille        | Sanguan Chutatemee    |
| Ministre sans portefeuille        | Boonrod Sawathasuk    |
| Ministre sans portefeuille        | Wichit Wichitwathakan |
| Ministre sans portefeuille        | Muni Mahasandhana     |
| Ministre sans portefeuille        | Chuen Jaruwat         |
| Ministre sans portefeuille        | Jon Chotidilok        |

### Vice-ministres
- Bung Supachalasai, vice-ministre de l'Agriculture
- Bat Phuengphrakhun, vice-ministre de l'Intérieur
- Chey Romyanan, vice-ministre des Affaires économiques

## Évolution de la composition
Chuang Kwancherd et Suang Sripen font leur entrée au gouvernement en tant que ministres sans portefeuilles le 8 juillet 1938. 
Le 2 août 1938, Jon Chotidilok, ministre sans portefeuille, est nommé vice-ministre de la Défense.